# Городищенская волость (Псковская область)
Городищенская волость — бывшие (c 1995 до 2015) административно-территориальная единица 3-го уровня и (с 2006 до 2015) муниципальное образование со статусом сельского поселения в Островском районе Псковской области России.
Административный центр — деревня Городище.

## География
Территория волости граничила на юге и западе с Горайской и Бережанской волостями, на севере — с Волковской, на востоке — с Воронцовской волостями Островского района.

## Население
| 2002 | 2010  | 2012  | 2013  | 2014  | 2015  |
| ---- | ----- | ----- | ----- | ----- | ----- |
| 1387 | ↘1098 | ↘1087 | ↘1060 | ↘1029 | ↘1016 |

## Населённые пункты
В состав Городищенской волости входили 54 деревни: Андроново, Афонихино, Бельково, Березница, Большое Зуево, Большое Приезжево, Бобыли, Вишняки, Влазово, Городище, Гришманы, Духово, Ермохново, Жаворонково, Заболотье, Замятлино, Истомино, Кокотово, Красная Горка, Малое Зуевцо, Малое Приезжево, Маньково, Марково, Митино, Москвицы, Мотовилово, Мыза, Мяличино, Облечихино, Павлово, Подъяблонька, Полозы, Поляки, Пискуны, Рублёво, Рудаки, Сопроново, Сачково, Свеклино, Синее Устье, Скоморохово, Смехино, Снегири, Таланы, Тарасово, Усадище, Фролёво, Чертовидово, Шашки, Шенихово, Шипулинка, Шишелово, Шмойлы, Юшково.

## История
Территория современной волости в 1927 году вошла в Островский район в виде ряда сельсоветов.
Указом Президиума Верховного Совета РСФСР от 16 июня 1954 года в Дуловский сельсовет был включён Дроздовский сельсовет, Волосовский — в Малоприезжинский сельсовет.
Решением Псковского облисполкома от 5 июля 1958 года Малоприезжинский сельсовет был упразднён и разделён между Волковским и Бережанским сельсоветам.
Решением Псковского облисполкома от 25 апреля 1960 года в  Волковский сельсовет были включены Красно-Ивановский и Немоевский сельсоветы, а также образован Городищенский сельсовет из части Волковского сельсовета и упразднённого Шашковского сельсовета.
Постановлением Псковского областного Собрания депутатов от 26 января 1995 года все сельсоветы в Псковской области были переименованы в волости, в том числе Волковский, Городищенский, Дуловский сельсоветы были превращены в Волковскую, Городищенскую, Дуловскую волости.
Законом Псковской области от 28 февраля 2005 года также было образовано муниципальное образование Городищенская волость со статусом сельского поселения с 1 января 2006 года в составе муниципального образования Островский район со статусом муниципального района; а в границах Дуловской (д. Дуловка) и Волковской (д. Карпово) волостей было образовано муниципальное образование Волковская волость.
В апреле 2015 года путём объединения Городищенской и Волковской волостей была создана новообразованная Островская волость.